# Девятипоясный броненосец
Девятипоясный броненосец (лат. Dasypus novemcinctus) — вид млекопитающих семейства броненосцев.

## Описание
Длина тела составляет 32—57 см, хвост длиной 21—45 см. Масса может изменяться от 3 до максимум 9,8 кг, но редко превышает 6,5 кг. Самцы, как правило, немного тяжелее, чем самки. Животное имеет весьма изменчивую температуру тела, от 30 до 36 °C, которая выше у самцов, в среднем 33,4 °C, чем у самок, 31,7 °C. Имеет узкую, треугольной формы голову. Уши длиной до 5,9 см по сравнению с головой большие, очень подвижные и имеют закруглённые концы. Как и все броненосцы, этот вид характеризуется бронёй на спине, которая состоит из трёх отдельных секций: фиксированные плечевая и тазовая части и часть, состоящая из 8—10, но обычно 9 подвижных полос, связанных складками кожи. Броня составляет около 16 % от массы тела. Панцирь обычно имеет коричневый цвет, в результате чего нижние части тела немного светлее. Хвост покрыт от 12 до 15 кольцами чешуек. Голова частично покрыта ороговевшими чешуйками. Уши очень тёмные, голые и покрыты грубой, неровной кожей. Редко волосатое брюхо без бронированной защиты и имеет розовый оттенок. Морда, шея и низ покрыты небольшими группами волос. Ноги относительно короткие, на передних по четыре, на задних ногах по пять пальцев, все снабжены острыми когтями. Самки имеют четыре молочные железы. Общее число зубов колеблется от 28 до 32. Зубы простые, небольшие и цилиндрические. Они без эмали и продолжают расти в течение всей жизни животного. Животное имеет длинный липкий язык, который использует для потребления насекомых.

## Распространение
Вид распространён в Северной, Центральной и Южной Америке от 0 до 2000 метров над уровнем моря. Этот броненосец экологически очень пластичен и присутствует в различных местах обитания, от зрелых и вторичных дождевых лесов до пустошей и сухих кустарников. Животных наблюдали вблизи заболоченных мест или в болотистых регионах, а также в засушливых районах. Присутствие человека не является сдерживающим фактором. Температура окружающей среды является важным фактором при выборе места жительства. Животные начинают дрожать при температуре ниже 22 °C, но теплота норы позволяет броненосцу жить в районах с умеренным климатом в течение мягкой зимы. Девятипоясный броненосец не встречается в тех регионах, где средняя температура января опускается ниже −2 °C.

## Образ жизни
Ведёт одиночный, в основном ночной образ жизни. Но может питаться в сумерках или ранним утром во время холодных или облачных периодов. Животные не впадают в спячку, но в северной части ареала они являются более активными в течение летних месяцев. Они пересекают потоки или реки вплавь или просто гуляют по дну. Броненосец может затаить дыхание на время до 6 минут. Насекомоядный, питается в основном муравьями, термитами и другими мелкими беспозвоночными. Девятипоясный броненосец может съесть в один присест до 40 000 муравьёв. Они устраивают свои жилища в подземных норах. Норы различаются по размеру, но могут быть до 5 м в длину и 2 м в глубину. Животные могут принести немного травы и листьев внутрь норы, часто пытаясь скрыть вход в нору путём размещения растительных остатков вокруг неё. Могут иметь до 12 нор, но в среднем их 4 или 5. Самцы и самки могут делиться этими норами во время брачного сезона, но, как правило, нору разделяют самка и её потомство или молодые братья и сестры.
Известные враги: пума, гривистый волк, койот, рыжий волк, барибал, ягуар, миссисипский аллигатор, человек, рыжая рысь, ястребиные.
Броненосцы являются одними из немногих млекопитающих, которые могут быть заражены Mycobacterium leprae, бактерией, вызывающей проказу у людей.

## Размножение
Спаривание происходит в течение брачного периода продолжительностью 2—3 месяца, который проходит в июле-августе в северном полушарии и с ноября по январь в южном полушарии. Одна яйцеклетка оплодотворяется, но имплантация задерживается на три-четыре месяца. После этого период беременности составляет 4 месяца, в течение которых зигота распадается на четыре идентичных эмбриона, каждый из которых создаёт свою собственную плаценту, так что кровь и питательные вещества не смешиваются между ними. 
После рождения четвёрка детёнышей остаётся в норе, живя за счёт молока матери в течение примерно трёх месяцев. Затем они начинают питаться с матерью, в конечном итоге оставляя её после шести месяцев — 1 года. Они достигают половой зрелости в возрасте одного года, и размножаются ежегодно в течение всей жизни. Продолжительность жизни в природе составляет 12—15 лет, в неволе максимально зафиксированный возраст составлял 23 года.
Животное используется как источник белка, для изготовления различных изделий и имеет медицинское применение в некоторых странах.